# إيمانويل ديفيس
إيمانويل ديفيس (بالإنجليزية: Emanual Davis)‏ مواليد 27 أغسطس 1968، هو لاعب كرة سلة أمريكي معتزل. بدأ مسيرته الاحترافية في سنة 1991. حمل الرقم 15. اعتزل اللعب في 2003.

## المسيرة الاحترافية
لعب مع هيوستن روكتس من سنة 1996 إلى 1998، ثم لعب مع نادي بانيونيس لكرة السلة في سنة 1999، ثم لعب مع سياتل سوبرسونيكس من سنة 1999 إلى 2001، ثم لعب مع أتلانتا هوكس من سنة 2001 إلى 2003.

## روابط خارجية
- إيمانويل ديفيس على موقع إن بي أي (الإنجليزية)
- إيمانويل ديفيس على موقع سبورتس رفرنس (الإنجليزية)
- إيمانويل ديفيس على موقع كرة السلة الأوروبية.كوم (الإنجليزية)
- إيمانويل ديفيس على موقع كلية كرة السلة في سبورتس رفرنس.كوم (الإنجليزية)
- إيمانويل ديفيس على موقع ريلجم (الإنجليزية)
- إيمانويل ديفيس على موقع بروبوليرز (الإنجليزية)